# 娘·芒布杰尚囊
娘·芒布杰尚囊（藏語：མྱང་མང་པོ་རེང་ཞང་སྣང་།），又译娘·莽布支尚囊，是吐蕃帝国早期的一位政治人物。
芒布杰尚囊出身娘氏家族。囊日论赞死后，松赞干布年幼，吐蕃各地皆叛。芒布杰尚囊以大贡论的身份辅佐朝政。他奉命前去征讨苏毗诸部。尚囊使用智谋，不费一兵一卒说服苏毗归降，将苏毗百姓收为吐蕃百姓。
芒布杰尚囊的威望甚高，引起另一位重臣琼波·邦色苏孜的嫉妒。邦色苏孜向松赞干布诬告尚囊怀有异心；同时又在尚囊面前声称松赞干布不信任尚囊。尚囊听信了邦色苏孜之言，退居自己的城寨布瓦堡（མཁར་སྔུར་བ་），不再前去参加朝会。松赞干布便认定尚囊造反，派其奴仆巴策（པ་ཙབ་）前去谴责。尚囊兵败被杀，布瓦堡被摧毁。